# José Joaquín Ysasi-Ysasmendi Adaro
José Joaquín de Ysasi-Ysasmendi Adaro (Madrid, 31 de gener de 1927 – Madrid, 26 de desembre de 2020) fou un advocat de l'Estat i empresari espanyol. Va exercir com a jurista, fou àrbitre de la Cort Civil i Mercantil d'Arbitratge (CIM). Estava casat amb Cristina Pemán Domecq, filla de José María Pemán.

## Biografia
José Joaquín de Ysasi-Ysasmendi Adaro va obtenir la Llicenciatura de Dret en 1947. En 1951 va ingressar en la Carrera Judicial exercint com a jutge en diversos municipis de la Província d'Àvila. En 1953 va accedir al Cos d'Advocats de l'Estat exercint l'Advocacia de l'Estat, primer a Cadis i posteriorment al Tribunal Econòmic Administratiu Central a Madrid.

## Trajectòria
En 1960 va iniciar la seva activitat empresarial en el Grup Sociedad General Azucarera d'Espanya, de la qual va ser el seu President Executiu des de 1971 fins a 1999, i entre 1975 i 1995 va ser President del Grup Pedro Domecq. Ha estat Subsecretari de Comerç i membre del Consell d'Administració de l'Institut Nacional d'Indústria (1968- 1969), President del Consell Superior de les Cambres de Comerç d'Espanya (1974- 1979), President del Círculo de Empresarios (1984- 1992) i President Fundador de SECOT Sèniors Espanyols per a la Cooperació Tècnica). En l'àmbit internacional ha estat membre del Consell Internacional del Chase Manhattan Bank (1987- 1995) i del Consell Assessor del Grup francès Saint-Gobain (1985- 1993).
En l'ordre cultural i universitari, José Joaquín de Ysasi-Ysasmendi Adaro pertany als Patronats de la Universitat Pontifícia de Salamanca, del Centre Universitari Francisco de Vitòria, de la Fundació Gregorio Marañón, i és, així mateix, President de l'Associació d'Amics del Museu Reina Sofia.
El Govern Español li ha atorgat la Gran Creu de l'Orde del Mèrit Civil, la Creu d'Honor de l'Orde de Sant Ramon de Penyafort i la Gran Creu de l'Orde Civil d'Alfons X el Savi. La seva biografia figura en el Diccionari Biogràfic de la Reial Acadèmia de la Història (Tom 50) i ell és autor d'un relat de l'experiència viscuda pel seu pare, el Tinent General d'Estat Major Joaquín de Ysasi-Ysasmendi y Aróstegui, durant la Guerra Civil i que, pel seu valor testimonial, figura publicat en el Butlletí de la Reial Acadèmia de la Història (Tom CXCIX, Quadern III, pàgines 367-397).